# 范文富
范文富（1928年10月16日—1975年4月30日），是越南共和國軍隊少將，出身空降兵。越南共和國陸軍第二軍軍長，1953年大叻陸軍官校第8期畢業，於1974年修賢橋戰役擊潰進犯的南解第九師，卻無力挽救越南淪亡。1975年4月30日西貢淪陷時在西貢全家自盡，是當天自殺的五位越南共和國軍隊將軍之一。

## 生平
范文富1928年10月16日出生於越南北部河東（今屬河內市）的一個儒學家庭。

### 越南國軍

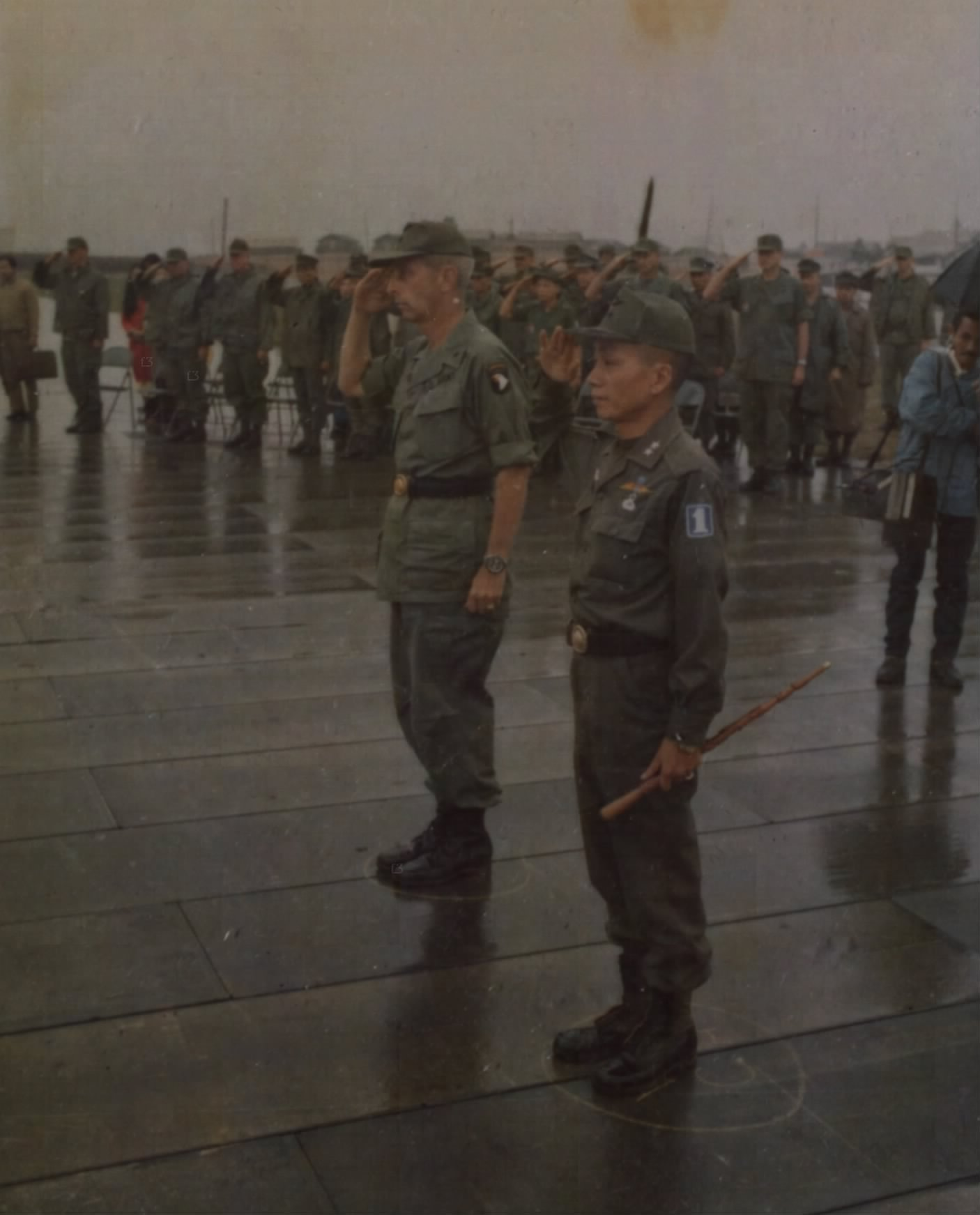
1972年2月1日，第101空降師的小約翰·吉萊斯皮·希爾與范文富少將在老鷹基地 (越南)交接儀式上

1952年動員令執行，范文富入伍，編號48/300.402。他進入1952年7月1日開學的大叻聯軍軍事學校第八期（“黃瑞東”）學習。1953年6月28日，他以現役少尉的軍銜畢業。離開學校后，他被選入法蘭西聯盟軍隊的跳傘部隊。後來，他調回第五營擔任排長。同年12月，他被提升為中尉，擔任副大隊長。後來，他調回第五空降營擔任排長。同年12月，他被提升為中尉，擔任副連長。